# Ian Smith
Ian Douglas Smith (Selukwe, 8. travnja 1919. – 20.  studenog 2007.),  političar i državnik iz Zimbabvea. Bio je ključna osoba u politici britanske kolonije Rodezije od 1965. do 1979. godine.

## Životopis

### Rani život i početak političke karijere
Ian Smith se rodio u mjestu Selukwe 8. travnja 1919. godine, gdje je kasnije imao veliko imanje od 9.000 hektara. Otac mu je bio škotski mesar. O svom ocu Smith je rekao: "Bio je jedan od najpoštenijih ljudi koje sam u životu upoznao. Tako me i odgojio. Rekao mi je da pola zemlje pripada crncima, a pola nama."
Nakon završenih prestižnih škola, borio se u Drugom svjetskom ratu gdje je njegov avion srušila njemačka protuzračna obrana. Kao posljedica nesreće, jedna strana lica ostala mu je zauvijek paralizirana. Kad je Drugi svjetski rat završio, uključio se u politiku. Nakon lutanja po nekoliko stranaka, konačno je stvorio Rodezijski front.

### Samostalnost Rodezije i vladavina
Iako je proces dekolonizacije počeo nakon rata, Rodezija nije dobila neovisnost kao druge kolonije pod britanskom krunom. U takvom polukolonijalnom statusu Smith se dobro snašao. Bio je premijer od 16. travnja 1964. do 11. studenog 1965. godine. Nakon što neovisnost nije izborena, Smith posljednjeg dana svog premijerskog mandata povlači jedan veoma loš potez. Naime, donesena je i javno objavljena Jednostrana deklaracija nezavisnosti. Uspostavljena je vladavina bijele manjine. Bijelci nikad nisu imali udio veći od 5% u cjelokupnom stanovništvu, a ipak bi na izborima dobili 95% svih glasova. Taj čin jednostrane neovisnosti, UN i ostali važni međunarodni čimbenici proglasili su nezakonitim.
Smith je svoj režim utemeljio na premisi kako nije dobro da se uvede vladavina većinskog stanovništva navodeći time primjere afričkih država kao što su Gana, Tanzanija, Uganda i Nigerija. Protiv njegove vlasti bunili su se i domaći, pa i strani političari. Kod kuće Smithu su probleme zadavale stranke ZANU i ZAPU koje vode Robert Mugabe i Joshua Nkomo kao predstavnici etničkih skupina crnačkog stanovništva. Mnoge demokratske zemlje sa Zapada odbile su priznati njegovu tvorevinu, a među onima koji su mu nudili razne stvari da nagodbom siđe s vlasti bili su Harold Wilson i Henry Kissinger.
Smith je također dok je bio na vlasti, predlagao da se broj zastupnika crnaca i bijelaca u parlamentu uredi na način da više zastupnika ima onaj tko plaća veći porez.

### Kraj karijere, obitelj i smrt
Konačno su 1980. godine održani izbori kojim je Smith bio primoran sići s vlasti, a na mjestu premijera ga je zamijenio biskup Abel Muzorewa. Zimbabve je postao neovisan nakon sedam godina borbe i 40.000 žrtava.
Nakon umirovljenja iz aktivne politike, počeo se buniti protiv Mugabeova režima, nazvavši ga "mentalno poremećenim". Živio je s kćerkom Jean u Cape Townu. 
Ian se oženio i imao sina Aleca koji nije podržavao očevu politiku. Alec je umro 2006. godine na aerodromu Heathrow. Oženivši Janet Watt, postao je očuh njenoj djeci, Robertu i Jean. Živio je s kćerkom Jean, udovicom, u Južnoafričkoj Republici. Umro je u 88. godini, a uzrok smrti je moždani udar.

## Vanjske poveznice
- Rhodesia: Mzilikaze to Smith (Africa Institute Bulletin, vol. 15, 1977)
- 24 Sept. 1976, BBC reports that Smith accepts majority rule
- Audio of Ian Smith's radio address announcing UDI
- The Viscount disasters of 1978 and 1979  Arhivirana inačica izvorne stranice od 4. ožujka 2006. (Wayback Machine)
- Ian Smith - A bit of a Rebel, 2006 interview, Youtube (10 mins)